# Claudio Grossman
Claudio Mauricio Grossman Guiloff (Valparaíso, 26 de noviembre de 1947)[cita requerida] es un jurista y académico chileno de origen judío, especialista en derecho internacional. Entre noviembre de 2016 y octubre de 2018, se desempeñó como representante de Chile ante el litigio con Bolivia en el Tribunal de La Haya. En noviembre de 2021, fue nombrado asesor sin portfolio del fiscal de la Corte Penal Internacional.
El 25 de enero de 2023 fue designado como integrante del Comité Técnico de Admisibilidad, órgano arbitral que forma parte del proceso constituyente.

## Estudios
Realizó su educación en el Liceo Eduardo de la Barra de Valparaíso y su formación superior en la Escuela de Derecho en la Universidad de Chile en Santiago, donde obtuvo su Licenciatura en Ciencias Jurídicas y Sociales en marzo de 1971, con la tesis titulada Nacionalización y Compensación, en coautoría con Carlos Portales.
En agosto de 1980 obtuvo el Doctorado en Ciencias del Derecho (Doctor in de Rechtsgeleerdheid) en la Universidad de Ámsterdam. Su tesis se tituló Het Beginsel van No-Interventie en de Organizatie van Amerikaanse Staten («El principio de no intervención en la Organización de Estados Americanos»).

## Carrera académica
Grossman fue profesor en la Universidad de Chile en 1972 y fue investigador en el Instituto de Estudios Internacionales de la misma universidad en 1973.
Entre 1974 y 1980 Grossman fue profesor asociado de derecho internacional en el Departamento de Organizaciones Internacionales del Instituto de Europa de la Escuela de Derecho de la Universidad de Utrecht en Países Bajos. Entre 1980 y 1983 Grossman fue profesor de derecho internacional en el Departamento de Derecho de la Universidad de Twente.
En 1983 se integró como profesor a la Washington College of Law (WCL) de la Universidad Americana en Washington D. C., donde ejerció como director del Programa de Estudios Legales Internacionales. Entre 1993 y 1994 ejerció como decano interino de la WCL, y en 1995 asumió como decano titular, cargo que mantuvo por 21 años, hasta 2016.

## Cargos internacionales

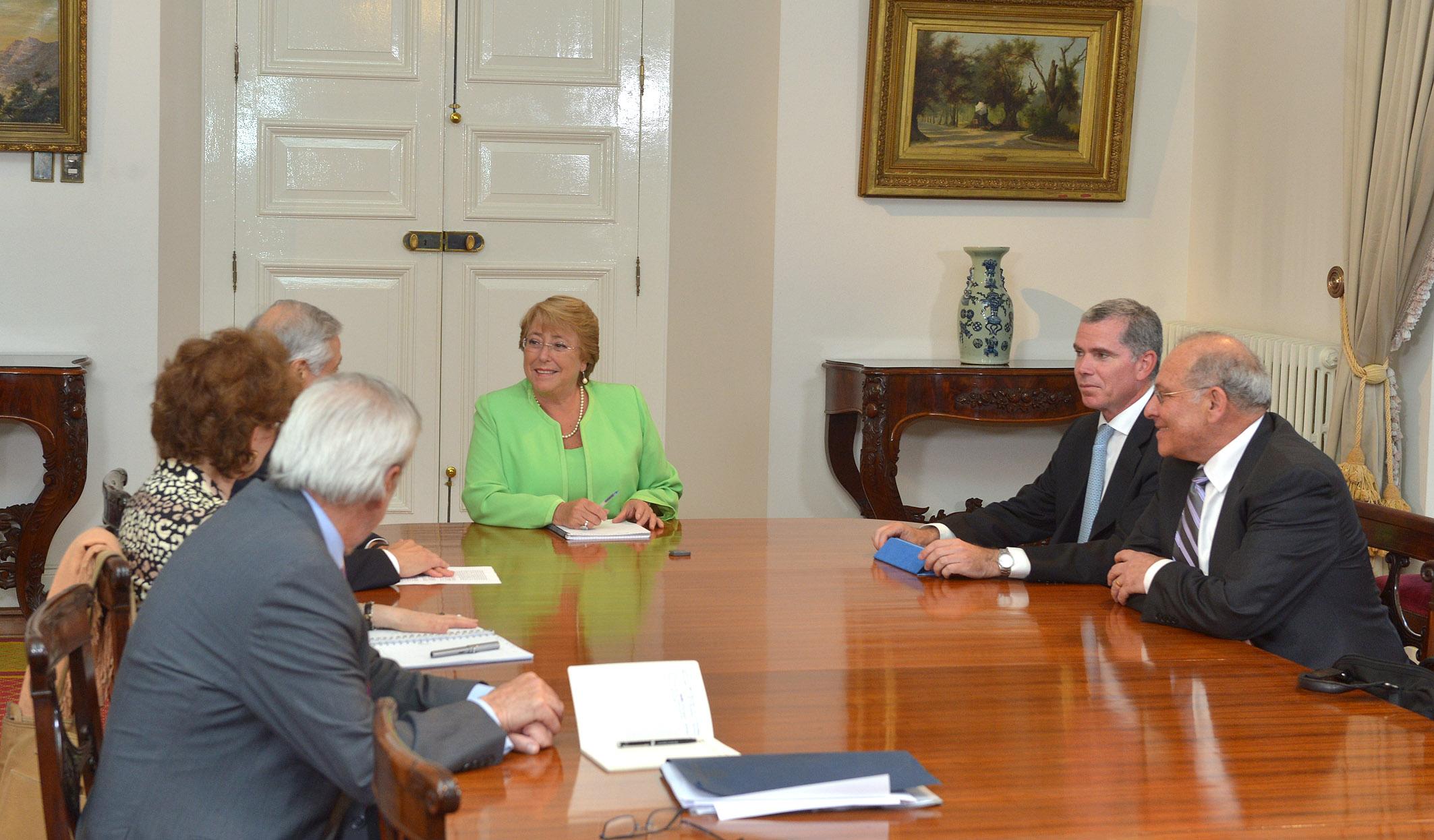
Grossman (primero de derecha a izquierda) en una reunión en La Moneda sobre el caso contra Bolivia ante La Haya.

Fue miembro de la Comisión Interamericana de Derechos Humanos (CIDH) entre 1993 y 2001, de la cual fue segundo vicepresidente en el periodo 1999-2000, primer vicepresidente en los períodos 1995-1996 y 2000-2001, y presidente en 1996-1997 y 2001.
En noviembre de 2003 fue nombrado miembro del Comité de Naciones Unidas contra la tortura, organismo del cual fue vicepresidente (2003-2008) y posteriormente presidente (2008-2015).
Fue parte del Comité Asesor del gobierno chileno en el caso de delimitación marítima contra Perú que fue vista por la Corte Internacional de Justicia (CIJ), y en 2013 asumió como coagente junto con María Teresa Infante. Posteriormente tanto Infante como Grossman fueron coagentes de Chile en el caso contra Bolivia visto por la misma corte, caso en el que asumió como agente el 23 de noviembre de 2016, tras la renuncia de José Miguel Insulza.
En 2016 fue elegido miembro de la Comisión de Derecho Internacional de Naciones Unidas para el período 2017-2021.
En noviembre de 2021, fue nombrado asesor sin portfolio del fiscal de la Corte Penal Internacional. Su nombramiento recibió críticas de parte de sectores de izquierda, por su presunta cercanía al presidente Sebastián Piñera, en un momento en el que la Fiscalía investigaba comunicaciones denunciando la comisión de crímenes de lesa humanidad durante las Protestas en Chile de 2019.